# Brachystegia bussei
Brachystegia bussei Harms è una pianta della famiglia delle Fabacee (sottofamiglia Detarioideae), nativa dell'Africa.

## Distribuzione e habitat
La specie è presente in Burundi, Malawi, Mozambico, Tanzania, Zambia, Zaïre, Zimbabwe.